# Miami Heretics
Pour ligue compétitive, voir Call of Duty League.
Les Miami Heretics, anciennement Florida Mutineers sont une équipe d'esports professionnelle américaine de la Call of Duty League (CDL) basée à Miami, en Floride.
Miami Heretics appartient à Misfits Gaming en partenariat avec l'organisation d'esports espagnole Team Heretics. Misfits Gaming possédant également une équipe de l'Overwatch League appelée Florida Mayhem,.

## Histoire

### Florida Mutineers (2019 - 2023)
Le 20 août 2019, Activision Blizzard annonce que Misfits Gaming avait acheté l'un des deux nouveaux emplacements de franchise pour la Call of Duty League. Selon ESPN, l'éditeur cherchait à vendre des places aux villes nord-américaines souhaitant intégrer une équipe au sein de la ligue franchise (sur le même modèle que la NBA) pour environ 25 millions de dollars par équipe,. Le 28 octobre 2019, la marque est révélée sous le nom de Florida Mutineers,. Le 2 décembre 2019, ils révèlent le roster de départ de cinq hommes composée de : Preston  « Prestinni » Sanderson, Bradley « Frosty » Bergstrom, Cesar « Skyz » Bueno , Colt «  Havok » McLendon et Chance « Maux » Moncivaez. L'entraîneur est Ricky «  Atura » Lugo,.

Logo des Florida Mutineers jusqu'au changement de marque

Après une victoire et une défaite lors du tournoi d'ouverture de la saison inaugural 2020 de la Call of Duty League (le CDL 2020 Launch Weekend), les Mutineers dépasses les attentes lors de l'Atlanta FaZe Home Series. Après avoir perdu 3-2 contre les London Royal Ravens lors de leur première série, Florida a survivent aux matchs éliminatoires contre OpTic Gaming Los Angeles et de nouveau contre les London RR, remportant respectivement ces séries 3-1 et 3-2. En demi-finale, Prestinni et les Mutineers éliminent les jumeaux Arcitys et les Chicago Huntsmen 3-2 pour rencontrer les Atlanta FaZe en finale, où ils perdent finalement 3-0,.
Quelque temps avant leur prochain événement, le CDL Los Angeles, Prestinni prend la décision de s'éloigner un peu de la scène compétitive, ce qui a conduit à la signature de l'équipe et au démarrage immédiat de Maurice « Fero  » Henriquez,. Cela s'avèrent être un transfert permanent, car Fero restera dans la formation de départ même après le retour de Prestinni fin mars 2020. La nouvelle formation composée de Fero, Frosty, Skyz, Havok et Maux échouent au CDL Los Angeles. Ils rebondissent avec une victoire lors d'un événement de CDL Dallas, réalisant un parcours en loser bracket avant de faire tomber les Minnesota ROKKR en finale pour leur première victoire de la saison 2020. Une sortie prématurée de leur propre LAN Home Series, se révélera être le catalyseur du changement. Maux sous-performant, est remplacé par le joueur amateur remarquable Joe « Owakening » Conley avant la CDL Minnesota,. La nouvelle équipe connait alors un succès sans précédent lors des deux événements suivants.  Owakening, Fero, Frosty, Havok et Skyz domine la CDL Minnesota et la CDL Paris avec un bilan de 8-0 et un nombre de cartes en 24V-9D.

### Miami Heretics (2023 - présent)
Le 24 août 2023, les Florida Mutineers annonce que l'équipe serait rebaptisée Miami Heretics à la suite d'un partenariat avec l'organisation d'esports espagnole Team Heretics,,. Dans le cadre de cette annonce, l'équipe dévoile une composition entièrement espagnole pour la saison 2024,.
L'équipe réalise sa meilleurs performance en 2025 avec une cinquième place de la saison régulière et arrive au pied du podium lors des playoffs. David «RenKor » Isern est nommé dans la 2nd Team All Star et Rookie of the year.

## Identité de l'équipe
Les couleurs des Miami Heretics sont l'orange et le bleu.

## Roster actuel
| Nat. | Pseudo | Nom             | Rôle       | Date d'entrée   |
| ---- | ------ | --------------- | ---------- | --------------- |
|      | SupeR  | Diego Escudero  | Joueur     | 2 décembre 2024 |
| /    |        |                 |            |                 |
| /    |        |                 |            |                 |
|      | RenKoR | David Isern     | Joueur     | 23 août 2023    |
|      | Lucky  | Alejandro López | remplaçant | 24 août 2023    |

|  | MethodZ | Jorge Bancells | coach | 24 août 2023 |

## Palmarès et résultats

### Aperçu des saisons
| Saison | Saison régulière | Saison régulière | Saison régulière | Saison régulière | Saison régulière | Saison régulière | Saison régulière | Rang final | Playoffs                                                                    | Note                          |
| Saison | J                | MG               | MP               | %MG              | GW               | GL               | GW%              | Rang final | Playoffs                                                                    | Note                          |
| ------ | ---------------- | ---------------- | ---------------- | ---------------- | ---------------- | ---------------- | ---------------- | ---------- | --------------------------------------------------------------------------- | ----------------------------- |
| 2020   | 32               | 20               | 12               | 62,5%            | 69               | 61               | 53,1%            | 3e         | 7-8e, Défaite au 3ème tour des loser bracket, 1-3 (face à OGLA)             | En tant que Florida Mutineers |
| 2021   | 36               | 17               | 19               | 47,2%            | 69               | 70               | 49,6%            | 8e         | 7-8e, Défaite au premier tour des loser bracket, 0-3 (face à OpTic Chicago) | En tant que Florida Mutineers |
| 2022   | 31               | 13               | 18               | 41,9%            | 54               | 67               | 44,6%            | 9e         | Ne s'est pas qualifié                                                       | En tant que Florida Mutineers |
| 2023   | 37               | 13               | 24               | 35,1%            | 54               | 89               | 37,8%            | 10e        | Ne s'est pas qualifié                                                       | En tant que Florida Mutineers |
| 2024   | 39               | 17               | 22               | 43,6%            | 69               | 82               | 45,7%            | 8e         | 5-6e, Défaite au 2ème tour des loser bracket, 0-3 (face aux LA Thieves)     | En tant que Miami Heretics    |
| 2025   | 40               | 20               | 20               | 50%              | 82               | 83               | 49,7%            | 5e         | 4e, Défaite au 3ème tour en loser round, 2-3 (face à Vancouver Surge)       | En tant que Miami Heretics    |

### Victoires dans les principaux tournois
| Date          | Prix     | Événement                                   | Roster                                |
| ------------- | -------- | ------------------------------------------- | ------------------------------------- |
| 12 avril 2020 | 50 000 $ | Call of Duty League 2020 Week 5 - Dallas    | Havok • Maux • Skyz • Frosty • Fero   |
| 14 juin 2020  | 50 000 $ | Call of Duty League 2020 Week 9 - Minnesota | Havok • Skyz • Frosty • Fero • Réveil |
| 21 juin 2020  | 50 000 $ | Call of Duty League 2020 Week 10 - Paris    | Havok • Skyz • Frosty • Fero • Réveil |

### Réalisations individuelles

#### Rookie of the year
- 2025 :  David «RenKor » Isern[19]

#### 2ndTeam All Star
- 2025 :  David «RenKor » Isern[21]